# Emilio Di Biasi
Costabile Emilio Di Biasi (São Paulo, 29 de mayo de 1939 - Ibídem., 27 de septiembre de 2020) fue actor y director de teatro brasileño.

## Carrera
Di Biasi debutó en escena en 1961, en un montaje de Do Parto à Sepultura con Teatro Oficina, bajo la dirección de Antônio Abujamra. Fue uno de los fundadores, en 1963, del Decision Group, junto a Abujamra, Antônio Ghigonetto, Berta Zemel, Wolney de Assis y Lauro César Muniz.
Fue pasante en grupos como Piccolo Teatro di Milano y Berliner Ensemble.
El 8 de octubre de 1968 Emilio, que actuaba en la obra Cordélia Brasil, en el Teatro de Arena, fue golpeado por el actor Paulo Bianco y vio a su colega Norma Bengell ser llevada a Río de Janeiro para ser interrogada en la sede de la Policía del Ejército, debido a que la pieza se considera subversiva.
También realizó películas, talleres de actores y dirigió novelas como Renascer y O Rei do Gado.

## Filmografía

### Televisión
| Año  | Título                 | Papel    |
| ---- | ---------------------- | -------- |
| 1980 | Un hombre muy especial | Boris    |
| 1981 | Los inmigrantes        | Anacleto |
| 1981 | Floradas en Serra      |          |
| 1981 | Adolescentes           | Lulú     |
| 1982 | Nido de serpiente      | Cassian  |
| 1990 | Gente fina             |          |
| 1995 | Rutina de ejercicio    |          |
| 2009 | Tráeme                 | Lopes    |

### Cine
| Año  | Título               | Papel                           |
| ---- | -------------------- | ------------------------------- |
| 1983 | Fuerza extraña       |                                 |
| 1986 | Película de demencia | Mephisto                        |
| 1987 | Ángeles de Arrabalde | Carmona                         |
| 1988 | Romance              |                                 |
| 1993 | Alma de corsario     | Padre de Anésia / tío de Arthur |
| 1997 | El escenario         |                                 |
| 2000 | Luna inminente       | Ernesto                         |
| 2000 | Hijos de Nelson      | Nelson                          |
| 2009 | Insolación           | Psiquiatra                      |
| 2010 | Mariposas indomables | Senador                         |
| 2018 | Primavera            | Dr. Adalcino                    |

### Director
- Tú decides (1992)
- Renacido (1993)
- El rey del ganado (1996)
- Ángel malo (1997)
- Los mayas (2001)
- Esperanza (2002)
- La esclava Isaura (2004)
- Amazonia, de Gálvez a Chico Mendes (2007)
- Araguaia (2010)

## Fallecimiento
Murió el 27 de septiembre de 2020, a la edad de 81 años, después de siete años de luchar contra la enfermedad de Alzheimer.